# Tepe alveolar
| Tepe alveolar | Tepe alveolar |
| ------------- | ------------- |
| AFI – número  | 124           |
| AFI – Unicode | ɾ             |
| AFI – imagem  |               |
| Entidade HTML | &#638;        |
| X-SAMPA       | 4             |
| Kirshenbaum   | *             |
| Som Exemplo   |               |

O tepe alveolar é um tipo de fone consonantal empregado em alguns idiomas. O símbolo deste som no alfabeto fonético internacional é "ɾ", e no X-SAMPA é "4".
Na articulação do som do tepe [ɾ], o som vibrante ocorre por pequenas oclusões realizadas pela língua, dando-se quando o ápice da língua bate somente uma vez na arcada dentária superior, alvéolos ou ainda contra o véu palatino.
No português brasileiro (PB), o som [ɾ] é, na maioria das vezes, produzido em posição intervocálica, podendo ser articulado de forma dental ou alveolar.
Na língua inglesa, o tepe é um alofone dos segmentos /t, d/ e caracteriza um dos traços que diferenciam o inglês americano do inglês britânico. 

## Ocorrências
- Português, no r simples: touro AFI: [ˈtowɾu] (português europeu, africano e brasileiro – fluminense) ~ AFI: [ˈtoʊ̯ɾʊ] (português brasileiro sulista, sertanejo e paulistano)
- Espanhol, no r simples: caro AFI: [ˈkäɾo̞] (caro), pero AFI: [ˈpe̞ɾo̞] (mas)
- Inglês estadunidense, como alófona de t, d, dd ou tt intervocálico: better AFI: [ˈbɛɾɚ] (melhor), Mathematics AFI: [mæθəmˈæɾɪks] (Matemática)
- Japonês, 心/こころ/kokoro AFI: [ko̥ko̞ɾo̞] (coração); possui a vibrante simples lateral alveolar AFI: [ɺ].

## Características
- Seu modo de articulação é vibrante simples.
- Seu ponto de articulação é alveolar.
- É sonora em relação ao papel das cordas vocais.
- É oral em relação ao papel das cavidades bucal e nasal.